# « Oh… »
Ne doit pas être confondu avec le film Ho !
Pour les articles homonymes, voir Ho et OH.
« Oh... » est un roman de Philippe Djian paru le 22 août 2012 aux éditions Gallimard et ayant reçu le prix Interallié la même année.

## Résumé
« Oh... » raconte trente jours d'une vie sans répit, où les souvenirs, le sexe et la mort se court-circuitent à tout instant.

## Réception critique
Le roman est sélectionné dans la liste finale du prix Médicis. Il reçoit le 14 novembre 2012 le prix Interallié au huitième tour de scrutin par cinq voix sur huit (les deux autres finalistes sont Les fidélités successives de Nicolas d'Estienne d'Orves et La convergence des alizés de Sébastien Lapaque). Ce choix est relativement exceptionnel en ce sens que le jury par tradition récompense un journaliste-écrivain ou un roman en prise directe avec l'actualité.
Lors de son bilan littéraire de l'année le magazine culturel Les Inrockuptibles inclut ce livre dans les 25 meilleurs livres de l'année 2012.

## Éditions
- « Oh... », éditions Gallimard, 2012  (ISBN 978-2070122141).

## Adaptation cinématographique
Début 2015, le cinéaste néerlandais Paul Verhoeven commence le tournage de Elle, avec notamment Isabelle Huppert, Anne Consigny, Virginie Efira, Laurent Lafitte et Charles Berling. Le film est sorti en France en mai 2016.